# Maniobras en Japón
Maniobras en Japón (o cómo llevarte a casa dos discos de Love Of Lesbian a precio de colmado chino) (también conocido como Maniobras en Japón (vinilo para noches en vilo y mañanas con estilo) en su edición en vinilo, o simplemente como Maniobras en Japón) es un álbum recopilatorio del grupo español de indie pop rock Love of Lesbian. La recopilación está formada por los dos álbumes de estudio en español que la banda había lanzado mediante la discográfica Naïve Records, Maniobras de escapismo y Cuentos chinos para niños del Japón, en un disco doble. Cada disco también contiene un tema no incluido en el álbum original: el disco de Maniobras de escapismo incluye el tema en inglés "Love Song Nº79.899", que fue originalmente incluido en el tercer álbum del grupo, Ungravity; mientras que el de Cuentos chinos para niños del Japón incluye un tema inédito, "Alehop", que fue originalmente grabado para dicho álbum y que se quedó fuera de su repertorio final.
El disco fue publicado por Naïve el 8 de marzo de 2010 en digipak, y en noviembre de 2010 en vinilo.

## Lista de canciones
Todas las letras escritas por Santi Balmes, excepto "Música de ascensores", que fue escrita por Balmes y Julián Saldarriaga, toda la música compuesta por Love of Lesbian (Balmes, Saldarriaga, Jordi Roig, Joan Ramón Planell y Oriol Banet) y Ricky Falkner, excepto "Love Song Nº79.899", que fue compuesta por Balmes. 
| Maniobras de escapismo |                                                            |          |  |
| N.º                    | Título                                                     | Duración |  |
| 1.                     | «Carta a todas tus catástrofes»                            | 2:53     |  |
| 2.                     | «Maniobras de escapismo»                                   | 3:03     |  |
| 3.                     | «Domingo astromántico»                                     | 4:26     |  |
| 4.                     | «Mi personulidad»                                          | 3:10     |  |
| 5.                     | «Houston, tenemos un poema»                                | 3:59     |  |
| 6.                     | «Mi primera combustión»                                    | 2:24     |  |
| 7.                     | «Música de ascensores»                                     | 3:17     |  |
| 8.                     | «Marlene, la vecina del Ártico»                            | 3:00     |  |
| 9.                     | «Los niños del mañana»                                     | 1:11     |  |
| 10.                    | «Me llaman Octubre»                                        | 1:54     |  |
| 11.                    | «Limusinas»                                                | 5:34     |  |
| 12.                    | «Mon petit cabroin» (bonus track - 666 track)              | 5:44     |  |
| 13.                    | «Love Song Nº79.899» (originalmente incluido en Ungravity) | 8:06     |  |
| 48:48                  |                                                            |          |  |

Todas las canciones escritas y compuestas por Santiago Balmes. 
| Cuentos chinos para niños del Japón |                                                |          |  |
| N.º                                 | Título                                         | Duración |  |
| 1.                                  | «Universos infinitos»                          | 4:31     |  |
| 2.                                  | «La niña imantada»                             | 3:16     |  |
| 3.                                  | «Noches reversibles»                           | 4:52     |  |
| 4.                                  | «Los colores de una sombra»                    | 4:41     |  |
| 5.                                  | «Un día en el parque»                          | 4:00     |  |
| 6.                                  | «Villancico para mi cuñado Fernando»           | 3:50     |  |
| 7.                                  | «Shiwa»                                        | 2:56     |  |
| 8.                                  | «Me amo»                                       | 3:17     |  |
| 9.                                  | «Historia de una hache que no quería ser muda» | 2:18     |  |
| 10.                                 | «La parábola del tonto»                        | 4:25     |  |
| 11.                                 | «Momento de reflexión 1»                       | 0:43     |  |
| 12.                                 | «Dios por dios es cuatro»                      | 4:01     |  |
| 13.                                 | «Moment de reflexió 2»                         | 0:16     |  |
| 14.                                 | «Shiwa (tot a zen)»                            | 3:33     |  |
| 15.                                 | «Alehop» (tema inédito)                        | 3:07     |  |
| 50:03                               |                                                |          |  |